# 绘画

由意大利畫家李奧納多·達文西繪畫的蒙娜麗莎，為西方世界最著名的藝術畫之一。

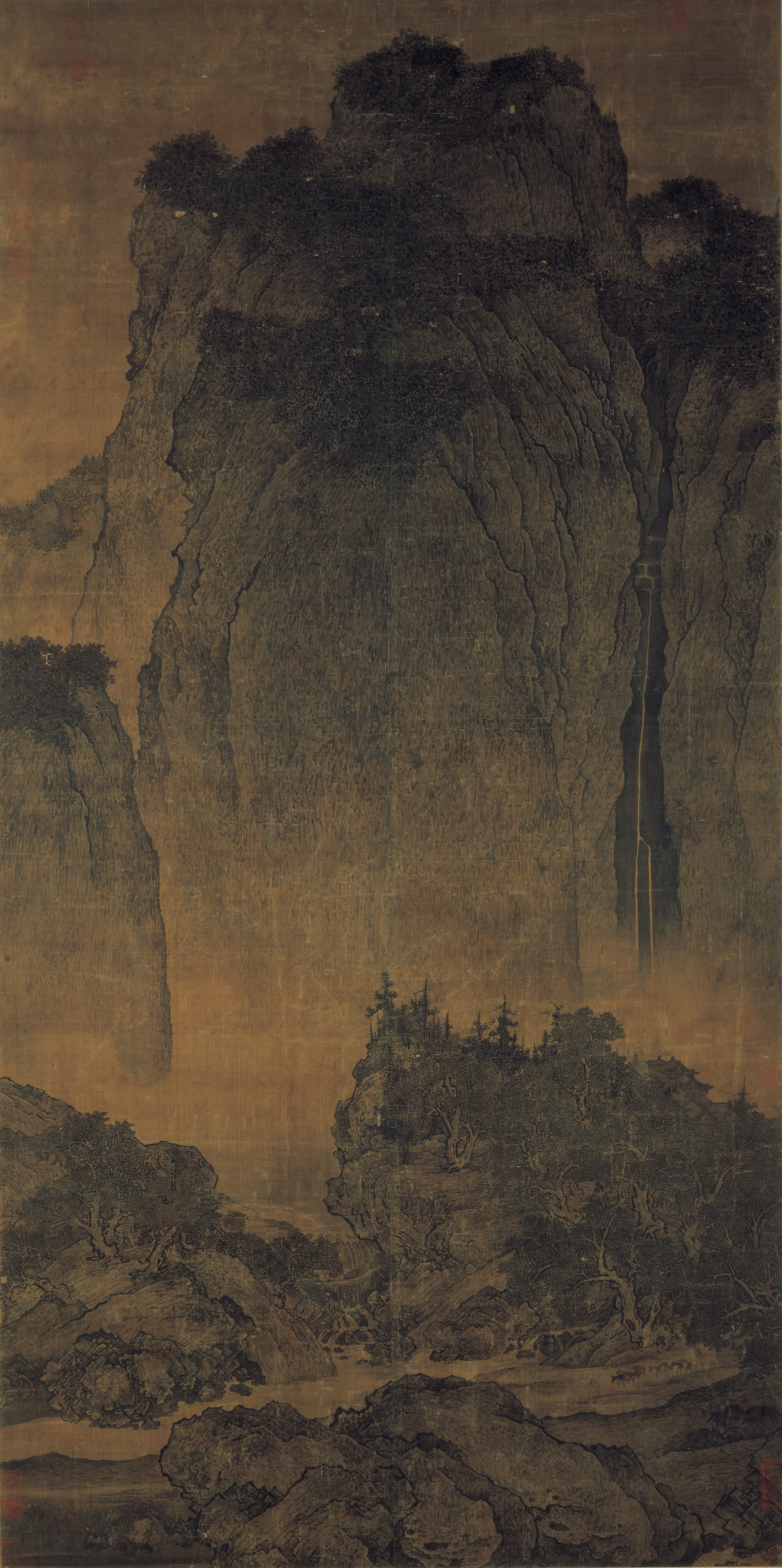
北宋范寬所繪谿山行旅圖，其成就被譽為中國山水畫裡最高的一座山。

繪畫在技术層面上，是一個以表面作為支撐面，並在其之上加上顏色的動作。那些表面可以是紙張、油畫布、木材、玻璃、漆器或混凝土等，上色的工具可以是畫筆，也可以是刀、海綿，甚至是噴槍、牙刷、手指等等。
在藝術用語中，繪畫的意義包含了利用此藝術行為再加上圖形、構圖及其他美學方法去達到表現出繪圖者希望表達的概念及意思之目的。

## 元素

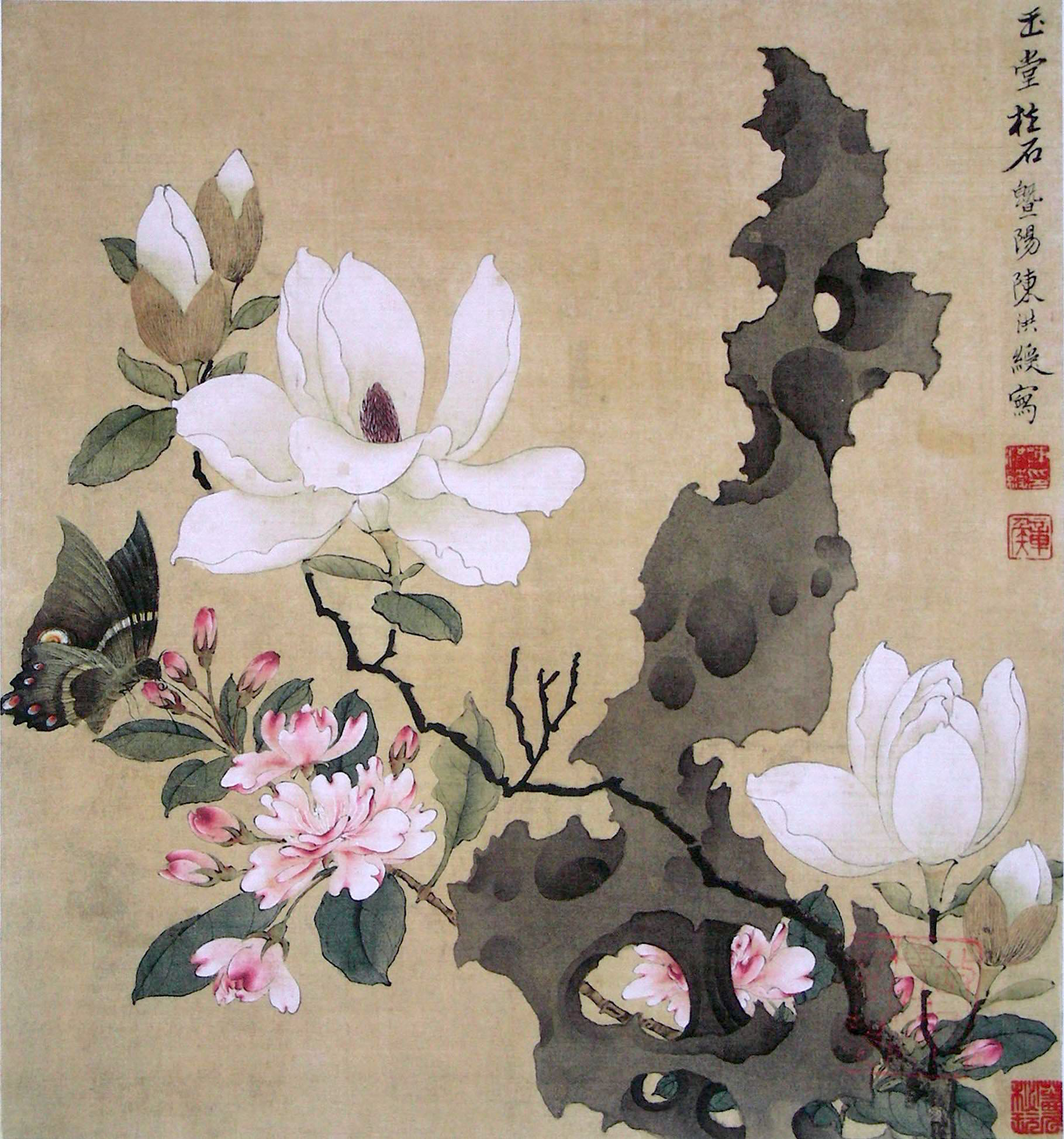
中國明朝陳洪綬繪製的《玉堂柱石圖》

### 亮度
亮度的意思就是色彩明暗的程度（深淺的程度）。比較淺就是明度高，比較深就是明度低，繪畫中的一個元素是亮度的感受及效果。空間中的每一個點都有不同的亮度，在繪畫中可以用黑色、白色及中間各種的灰色表示。在實務上，畫家可以用並列不同亮度的點來表達物體的形狀，相對的，若只用相同亮度的不同顏色，可能只能表示圖像的形狀而已。繪畫的基本手法會包括幾何圖案、許多不同的觀點及組織（透視法）及符號。例如畫家在看某一片特定的白牆時，因為陰影及周圍物體反射的影響，每一個點都會有不同的亮度，但在理想上，即使在一個全黑無光的房間中，白牆仍然是白色的。因為即使房間中沒有光，是黑暗的，物體依然存在，並沒有消失不見，所以可證明其理論是正確的。

### 色彩和色调
色彩和色调是繪畫的基礎，正如音樂中的音高和节奏一様。顏色是高度主觀的，但其帶來的心理效果是可以觀測的，只是其效果可能會隨文化不同而不同，例如在西方文化中，黑色表示死亡及哀悼，但在東方文化中則是用白色表示
。有些畫家、理論家、作家及科學家（包括歌德、瓦西里·康丁斯基及牛顿）都提出了他們的色彩理論。而且其中的語言也只能表示一種抽象的顏色，例如紅這個字可以表示可見光譜中在純紅光附近一個範圍內的光。像在音樂上，不同的音樂家對於中央C或是C♯4有共同的定義，但不同的畫家對於顏色沒有一個公認的定義。對畫家而言，顏色不止是分為基本色或衍生色（如紅色、藍色、綠色、咖啡色等）而已。
在繪畫時，畫家是用顏料上色，因此畫家的「藍色」可能是以下顏色中的一種：午夜藍、靛色、鈷藍色、群青等。顏色在心理上及符號上的含意不一定和繪畫上的手法有關。顏色可以增加一些潛在的、衍生的意義，因此對於一幅畫的感覺是非常主觀的。這部分可以用音樂來類比．音樂中的音高（例如中央C）類似繪畫中的光，陰影類似強弱，顏色則類似不同樂器的音色，雖然這些不一定可以形成旋律，但可以在音樂中加入一些不同的內容。

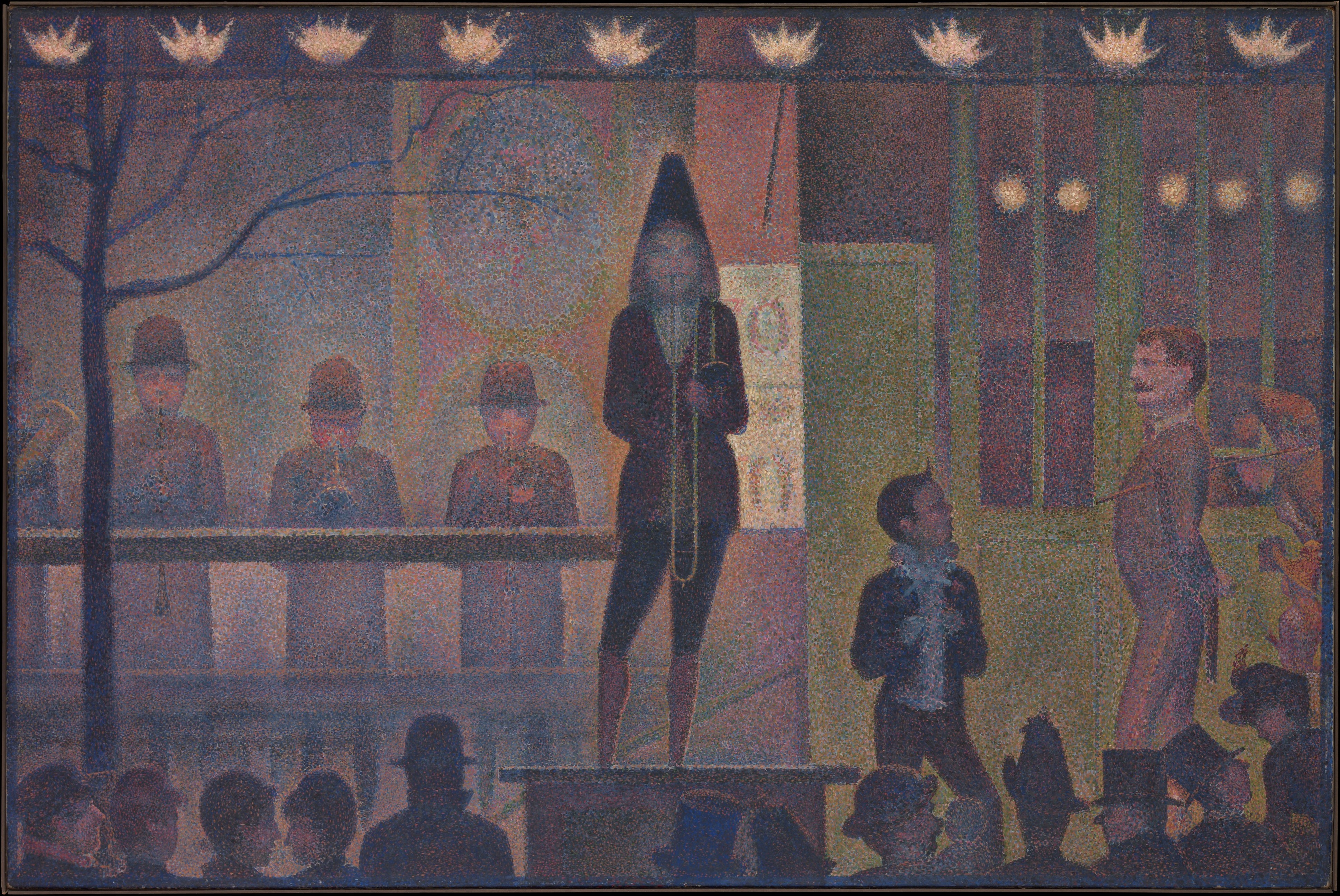
喬治·秀拉 (1859–91)的《馬戲團雜耍》

### 非传统元素
現代的畫家已經將繪畫加以延伸，例如由立体主义衍生的珂拉琪，嚴格來說不算是繪畫。有些現代畫家會因為材料的紋理而整合不同的材料，例如砂、水、稻草或是木材等。像让·杜布菲及安塞尔姆·基弗的作品就屬於這一類。也有越來越多的藝術家社群利用電腦及Adobe Photoshop或Corel Painter等軟體將顏色畫在數位的畫布上，若有需要也可以印在真正的畫布上。

### 节奏
繪畫中的节奏和音樂中的节奏一樣重要，若节奏定義為「結合到一個序列中的暫停」，則繪畫中也有其节奏。這樣的暫停可以讓想像力參與在其中，產生新的創作，型式、旋律及上色等。這些形式（或是任何種類資訊）的分佈在藝術工作上相當重要，會直接影響作品的審美價值。在審美價值上，感知的自由流動即視為是美。不但在藝術或是科學中，能量的自由流動會提昇其審美價值。

## 歷史

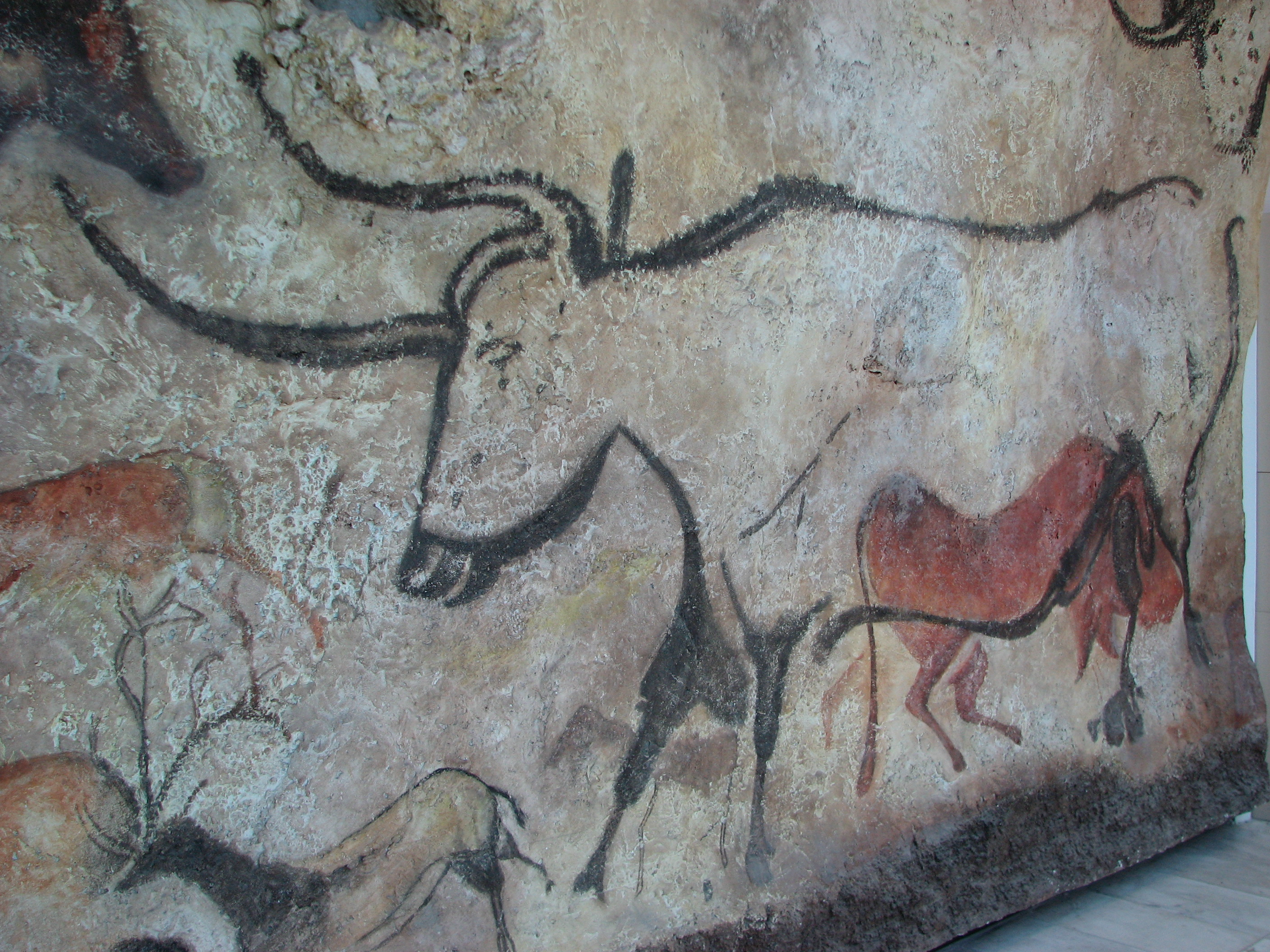
法國拉斯科（Lascaux）描繪原牛的石洞壁畫

### 史前繪畫
已知最古老的繪畫位於法國肖維岩洞（Grotte Chauvet），部分歷史學家認為它可以追溯至32000年前。那些畫經由紅赭石（red ochre）和黑色顏料作雕刻及繪畫，主題有馬、犀牛、獅子、水牛、猛獁象或是打獵歸來的人類。石洞壁畫在世界各地均十分常見，例如法國、西班牙、葡萄牙、中国、澳大利亞及印度等。這些繪畫的發現對其存在目的引起了眾多不同的猜測，有些假設指出那些繪畫是當時的人認為繪畫可以捕捉動物的靈魂，令他們狩獵更為順利；一些假設則認為那是泛靈論的一種現象，表達他們對自然的尊敬；亦有另一假設指人類與生俱來已有自我表達的需要，而那些繪畫正是其結果；此外亦有那是作為應用資訊的傳播的觀點。

### 東西方傳統
西方文化主要是以油畫及水彩畫為主，在形式及主題上都有豐富的傳統。東方主要是以墨及礦物顏料的畫為主，在形式及主題上都有同様豐富的傳統。

### 近代至今
攝影的發明對繪畫有很大的衝擊，第一張照片在1829年問世，在數十年後，攝影技術持續改進且廣為使用，因此繪畫原來用來記錄真實世界的功能也受到挑戰。19世紀末和20世紀初的一連串藝術活動，包括印象派、後印象派、野獸派、表現主義、立體主義及達達主義，挑戰文藝復興時代對藝術的觀點。不過東方藝術及非洲藝術仍維持以往的風格，未受到攝影的影響。
现代艺术和當代藝術的觀點和傳統藝術的歷史價值及概念有不少差異。因此在1960年曾有人說嚴謹的繪畫型式已死。不過這沒有阻止大多數的畫家繼續以繪畫作為其創作的部份或是全部。二十一世紀繪畫的活力及多變性蓋過了之前曾有人提出嚴謹藝術已死的宣告。在以文化多元性為特點的時代，對於時代性的代表風格沒有共識。藝術家繼續以不同的風格及美學氣質進行創作，而其成就則留待市場的評價。
在二十一世紀初，仍在繼續的繪畫派別有單色畫、硬邊繪畫、幾何抽象主義、挪用、超寫真主義、照相寫實主義、表現主義、極簡主義、抒情抽象、普普藝術、奧普藝術、抽象表現主義、色域繪畫、新表現主義、珂拉琪、Intermedia繪畫、集合藝術繪畫、電腦藝術繪畫、後現代繪畫、新達達繪畫、立體畫布繪畫、環境壁畫、傳統的人物画、風景畫、肖像畫及玻璃繪畫動畫。

## 繪畫類型
繪畫可以根據很多不同方法分類，例如按媒介、題材、文化等。一個畫種不一定只屬一個類型，而可以同屬多個分類，例如白描畫既可以按文化，也可以按形式分類。

### 媒介分類
- 炭筆畫
- 油畫：用乾性油調配的顏料的繪畫，一般會將亞麻籽油煮沸後，再加入松脂等材料。油畫顏料乾後不變色，多種顏色調和不會變得骯髒，而且油畫顏料不透明，因此適合多層次的色彩，是西方繪畫史中的主體繪畫方式，在文藝復興時期取代了之前使用的蛋彩畫。油畫在過去一百年左右在亞洲，尤其是中國，也得到了長足而豐富的發展。
- 水彩畫：用透明顏料和水調的一種繪畫。水彩畫主要是在紙上繪製，也可以在莎草紙、皮革、帆布等表面繪製。在東方的水彩畫包括有以墨為原料的水墨畫等。水彩畫顏料是透明的，一層顏色覆蓋另一層可以產生特殊的效果，但但調和顏色過多或覆蓋過多會使色彩骯髒，不適宜製作大幅作品，適合製作風景等清新明快的小幅畫作。
- 水墨畫：基本的水墨画仅用水与黑墨，只有黑与白之分，后来发展出有其他彩色的水墨画与花鸟画，后者有时也称为彩墨画。
- 水粉畫：用不透明颜料和水调和所作的绘画。水粉又稱廣告彩。
- 丙烯畫：用丙烯颜料所作的绘画。丙烯颜料可以用水稀释，但干后不再溶于水。丙烯顏料又稱塑膠彩。
- 粉彩畫：粉彩是一種固態的顏料，一般為棒狀，是用粉末狀的顏料和粘合劑加工而成[6]，粘合劑本身有中性的色澤，色彩飽和度較低，其顏色的效果較接近天然顏料的效果[7]。因為粉彩畫的表面脆弱，一般上面會用玻璃或是保護膠（英语：Fixative (drawing)）進行保護。
- 木顏色筆畫
- 數位藝術
  - 像素畫：一种以“像素”为基本单位来制作的电脑绘图表现形式。
- 版畫：用印刷方式製作的圖畫。根據版材的不同，可分為木版畫、銅版畫、紙版畫、石版畫、絲網版畫等；版畫還依製版方法和印色技法分類，常見的有腐蝕版畫、油印木刻、浮水印木刻、黑白版畫、套色版畫等。
- 帛畫
- 壁畫：在墙壁和天花板上的绘画。
- 特別媒介：
  - 稻田畫

### 文化分類
- 中國畫：泛指中华文化的传统绘画艺术，是琴棋书画四艺之一。
  - 按技法的細緻或粗放，可分為：
    - 寫意畫
    - 工筆畫

  - 白描畫：纯以笔勾勒线条而不设色或渲染水墨来描绘景物或形象的一种中国绘画形式。
- 中國油畫
- 西洋畫：一般指欧美西方国家的绘画作品，类型包括如油画、水彩画、素描等。
- 印度繪畫
- 日本畫：日本的传统绘画艺术。
  - 浮世繪

### 題材分類
- 風景畫：主要描绘自然风景，例如山川江河等的画作。
- 靜物畫石膏像
- 人物畫人類
  - 人體畫（裸體畫）通常是畫女生為多
  - 肖像畫（頭像畫）半身像
  - 自畫像：作者以自己为对象所绘画的肖像作品。
  - 誇飾畫（讽刺画）：以夸张或扭曲的绘画手法，画出人物或事件，以达到幽默甚至讽刺的效果。

### 風格分類
- 寫實畫：就是畫的跟真的一樣 就像相片
- 抽象畫：一般被理解为一种不描述自然世界的艺术，反而透过形状和颜色以主观方式来表达。

### 形式分類
- 素描：使用绘图的工具使其表现在二维材质上的视觉艺术和造型艺术，它的目的是在二维的画纸上创造三维的立体形态。
- 寫生就是去外面 家裡外面 把生態 寫實記錄下來 寫實記錄生態 詳見 簡忠威
- 速寫：快速绘画。大部分的速写都是快速的素描，仅勾勒出轮廓，形体，而不加绘肌理，光影的细节。
- 漫畫詳見日本已故漫畫家 手塚治蟲 世界第一人採取把單張畫面分格 一個四條直線 連成的方塊 裡面有人物 建築物 靜物 詳見日本漫畫
- 插畫：就功能面陈述，插画是将文字内容、故事或思想以视觉化的方式呈现。

## 审美与理论
美學是有關藝術和美的研究，是康德或黑格爾等十八世紀及十九世紀的哲學家探討的主題之一。像柏拉圖及亞里斯多德等希臘哲學家也對藝術及繪畫有特別的探討。在柏拉圖的哲學系統中，畫家和雕刻家的地位不高，他認為繪畫無法描述真理，繪畫只是複製實際事物，其中除了工藝，沒有其他的成份在內，就像鞋匠及鑄鐵一様。不過在達文西的時期，對繪畫的認知和柏拉圖的認知不同，當時認為「La Pittura  è cosa mentale」（繪畫是心靈的事物）。康德區分美和壯美兩種概念，分析兩者的相同處及不同處。雖然他沒有提到繪畫，但像约瑟夫·玛罗德·威廉·透纳及卡斯帕·弗里德里希等畫家將其概念延伸到繪畫上。
黑格爾認為無法對美給予一個共通性的定義，在他的美學研究中認為繪畫、詩歌和音樂是三項「浪漫」的藝術，其中有符号化，高度智力的目的。

## 绘画风格
繪畫是一個捕捉、記錄及表現不同創意目的的形式，它及其參與者的數量同樣地為數眾多。繪畫的本質可以是自然及具像派的（如靜物畫或風景畫）、影像繪畫（photographic painting）、抽象畫、有敘事性質的、象徵主義、情感的或政治性質的。歷史上有一大部分的繪畫被靈性主題及概念所主導，這些繪畫形式由陶器上的神話角色到西絲汀教堂的內壁及天花板上的聖經故事場景都有，它們會透過人類身體本身去表達靈性的主題。

## 擴展閱讀
- 美術
- 繪畫理論
- 中國油畫

## 延伸阅读
[在维基数据编辑]
 《欽定古今圖書集成·博物彙編·藝術典·畫部》，出自陈梦雷《古今圖書集成》

## 外部連結
- WikiPaintings （页面存档备份，存于）
- A Treatise on Painting by Leonardo da Vinci (Kessinger Publishing)[永久]
- Alberti, Leone Battista, De Pictura (On Painting), 1435. On Painting, in English （页面存档备份，存于）, De Pictura, in Latin
- Doerner, Max – The Materials of the Artist and Their Use in Painting: With Notes on the Techniques of the Old Masters （页面存档备份，存于）
- Kandinsky – Concerning the Spiritual in Art (Dover Publications) （页面存档备份，存于）
- The Journal of Eugene Delacroix (Phaidon Press)
- Masterpieces of painting.
- The Letters of Vincent van Gogh (Penguin Classics) （页面存档备份，存于）
- Russian painters art in very high definition.
- Most famous painters art in very high definition.